# رودولف كونتريرز
رودولف كونتريرز (بالإنجليزية: Rudolph Contreras)‏ هو محامي وقاضي أمريكي، ولد في 6 ديسمبر 1962 في جزيرة ستاتن في الولايات المتحدة.